# پروژه نیمبوس
پروژه نیمبوس (عبری: פרויקט נימבוס‎) یک پروژه مرتبط با رایانش ابری دولت اسرائیل و نیروهای دفاعی آن است.
در آوریل ۲۰۲۱، وزارت امور مالی اسرائیل اعلام کرد که موافقتنامه‌ای برای ارائه "راه حل ابری جامع برای دولت و سازمان دفاعی" به امضاء رسیده است. طبق این موافقتنامه، شرکت‌ها، مزرعه های ابری محلی ایجاد خواهند کرد که اطلاعات را در مرزهای اسرائیل با رعایت دستورالعمل‌های امنیتی دقیقی نگه می‌دارند. براساس اظهارات یک سخنگوی گوگل، این موافقتنامه مرتبط با عناوین "مالی، بهداشت، حمل و نقل و آموزش" است و شامل اطلاعات بسیار حساس یا رده‌بندی شده نمی‌شود.
گرچه ماموریت خاص پروژه نیمبوس هنوز فاش نشده است، اما ابزارهای هوش مصنوعی سکوی ابری گوگل می‌توانند به نیروهای نظامی و خدمات امنیتی اسرائیل قابلیت‌هایی مانند تشخیص چهره، دسته‌بندی خودکار تصاویر، پیگیری اشیاء و تحلیل احساس را بدهند. ابزارهایی که پیش‌تر توسط سازمان مرز و مراقبت آمریکا برای نظارت مرزی استفاده شده‌اند.
پروژه نیمبوس چهار فاز برنامه‌ریزی شده دارد: اول، خرید و ساخت زیرساخت ابری؛ دوم، تدوین سیاست دولتی برای انتقال؛ سوم، انتقال به زیرساخت ابری؛ و چهارم، اجرا و بهینه‌سازی عملیات ابری.
طبق یک قرارداد ۱.۲ میلیارد دلاری، شرکت‌های فناوری گوگل (Google Cloud Platform) و آمازون (Amazon Web Services) برای ارائه خدمات محاسبات ابری شامل هوش مصنوعی و یادگیری ماشین، به نهادهای دولتی اسرائیل انتخاب شدند.
شرایطی که اسرائیل در قرارداد پروژه تعیین کرده است، ممنوعیت خدمات توسط آمازون و گوگل به کشورهای تحریمی است. همچنین، شرکت‌های فناوری از ارائه خدمات به هر سازمان خاص دولتی منع شده‌اند.
همچنین، طبق سخنان سخنگوی گوگل، همه مشتریان Google Cloud باید به شرایط خدمات آن پایبند باشند که اجازه استفاده از خدمات برای نقض حقوق قانونی افراد یا شرکت در خشونت را نمی‌دهد.

## انتقادات
این قرارداد به دلیل نگرانی‌هایی که ممکن است به نقضِ حقوق بشر مردم فلسطینی‌ها، در چارچوب اشغال فعلی و منازعات اسرائیل و فلسطینیان منجر شود، باعث نارضایتی و محکومیت از سوی سهامداران و کارکنانِ شرکت‌ها شده است. به خصوص، آن‌ها ابراز نگرانی می‌کنند که فناوری چگونگیِ نظارتِ بیشتر بر فلسطینیان و جمع‌آوری غیرقانونی داده‌های آنان را تسهیل می‌کند، و همچنین به گسترش مستوطنات (سرزمین‌های اشغال شده) غیرقانونیِ اسرائیل در اراضی فلسطینی کمک خواهد کرد. به طور خاص، نگرانی از اینکه فناوری امکان بررسی بیشتری در مورد فلسطینی‌ها و جمع‌آوری غیرقانونی اطلاعات درباره آنها را ممکن می‌سازد و گسترش مستعمرات غیرقانونی اسرائیل در زمین‌های فلسطین را تسهیل می‌کند، مطرح شده است.
Ariel Koren، که به عنوان مدیر بازاریابی محصولات آموزشی گوگل کار می‌کرد و به طور آشکاری مخالف پروژه بود، تهدید به تبعید به سائوپالو یا از دست دادن شغل خود شد. او در یک نامه به همکارانش اعلام استعفا کرد، کورن در این نامه نوشت که گوگل "به طور سیستماتیک صدای فلسطینی‌ها، یهودی‌ها، عرب ها و مسلمانانی که درباره هم‌کاری گوگل در نقض حقوق بشر فلسطینی‌ها نگران هستند را ساکت می‌کند - به حدی که به صورت رسمی در برابر کارگران انتقام می‌گیرد و محیطی از ترس ایجاد می‌کند".
او شکایت‌هایی را به دپارتمان منابع انسانی گوگل و شورای ملی روابط کارگری (NLRB) ارائه کرد اما به علت کمبود شواهد، پرونده‌اش را رد کردند.
سازمان‌هایی مانند صدای یهود برای صلح و MPower Change کمپینی به نام "هیچ فناوری برای آپارتاید" (#NoTechForApartheid) را علیه این پروژه راه‌انداختند. بیش از ۲۰۰ کارمندِ گوگل به یک گروه اعتراضی به نام این کمپین پیوستند، که ادعا می‌کنند که کمبود نظارت نسبی بر پروژه به احتمال زیاد به منظورِ اهدافِ خشونت‌آمیز استفاده خواهد شد.
در مارس ۲۰۲۴، یک مهندس نرم‌افزار Google Cloud پس از اینکه ویدیویی از او در یک رویداد شرکتی با شعار "من از ساخت فناوری که نسل‌کشی را تقویت می‌کند، امتناع می‌کنم"،-اشاره به پروژه نیمبوس- منتشر شد، اخراج شد. بلافاصله بعد از آن، ده‌ها کارمند در مقرهای گوگل در نیویورک و سانیوویل دست به اعتراض زدند. پلیس سانی‌ویل فراخوانده شد تا کارمندان تجمع کرده در اتاق مدیرعامل ابری گوگل، توماس کوریان، که تمام روز ادامه داشت را بیرون کند. نه نفر از کارمندان با اتهامات جنایی متهم شدند و ۲۸ نفر اخراج شدند.
در نوامبر ۲۰۲۴ علیرضا ذاکری ، نخبه ایرانی و فارغ التحصیل دانشگاه صنعتی شریف و دارنده مدال طلای المپیاد کامپیوتر ، که در شرکا گوگل مشغول به کار بود ، به دلیل همکاری گسترده با رژیم اسرائیل از این شرکت استعفا داد.
او در بخشی از اعلام استعفای خود نوشته است :
من خوشحالم که اعلام کنم از گوگل خارج شدم! 
پس از آگاهی از مشارکت گوگل در پروژه نیمبوس، نگرانی‌های خود را به مدت چندین ماه بیان کردم. متأسفانه، با وجود تلاش‌های بسیاری از کارکنان، مدیریت تصمیم به حفظ موضع خود و نادیده گرفتن نگرانی‌های جمعی ما گرفت. 
چه فایده‌ای دارد که انسان تمام دنیا را به دست آورد، اما روح خود را از دست بدهد؟